# Escadrille Spa.84
Escadrille Spa.84 (originalmente Escadrille N.84) foi um esquadrão de caça francês activo na Primeira Guerra Mundial durante 1917 e 1918. O esquadrão foi creditado com a destruição de 24 aviões alemães e um balão de observação.

## História
Foi fundado em 6 de janeiro de 1917 em Ravenal, França. Ele foi equipado principalmente com aviões Nieuport 24s, embora tivesse alguns SPAD S.7. Em 22 de março, foi incorporado no Groupe de Combat 13, destacado para o III Armée. O grupo seria trocado entre exércitos meia dúzia de vezes durante o curso da guerra.
Em fevereiro de 1918, a unidade havia-se tornado no Escadrille Spa.84, pois estava totalmente equipado com caças SPAD 13. Foi mencionado em despachos de 10 de setembro de 1918. Pelo Armistício em 11 de novembro de 1918, havia conseguido a destruição de 24 aviões alemães e um balão de observação.

## Membros notáveis
- Sous tenente Omer Demeuldre
- Sous tenente Pierre Wertheim[1]